# Laila Main Laila
Laila O Laila / Laila Main Laila è un brano musicale del film di Bollywood Qurbani e Raees, cantato nel 1980 da Amit Kumar (cantante) e Kanchan, mentre nel 2016 è stato cantato Pawni Pandey, con musiche di Kalyandji-Anandji e Ram Sampath e testi di Javed Akhtar e Indeevar, pubblicato il 21 dicembre 2016.